# Szlovákia turizmusa

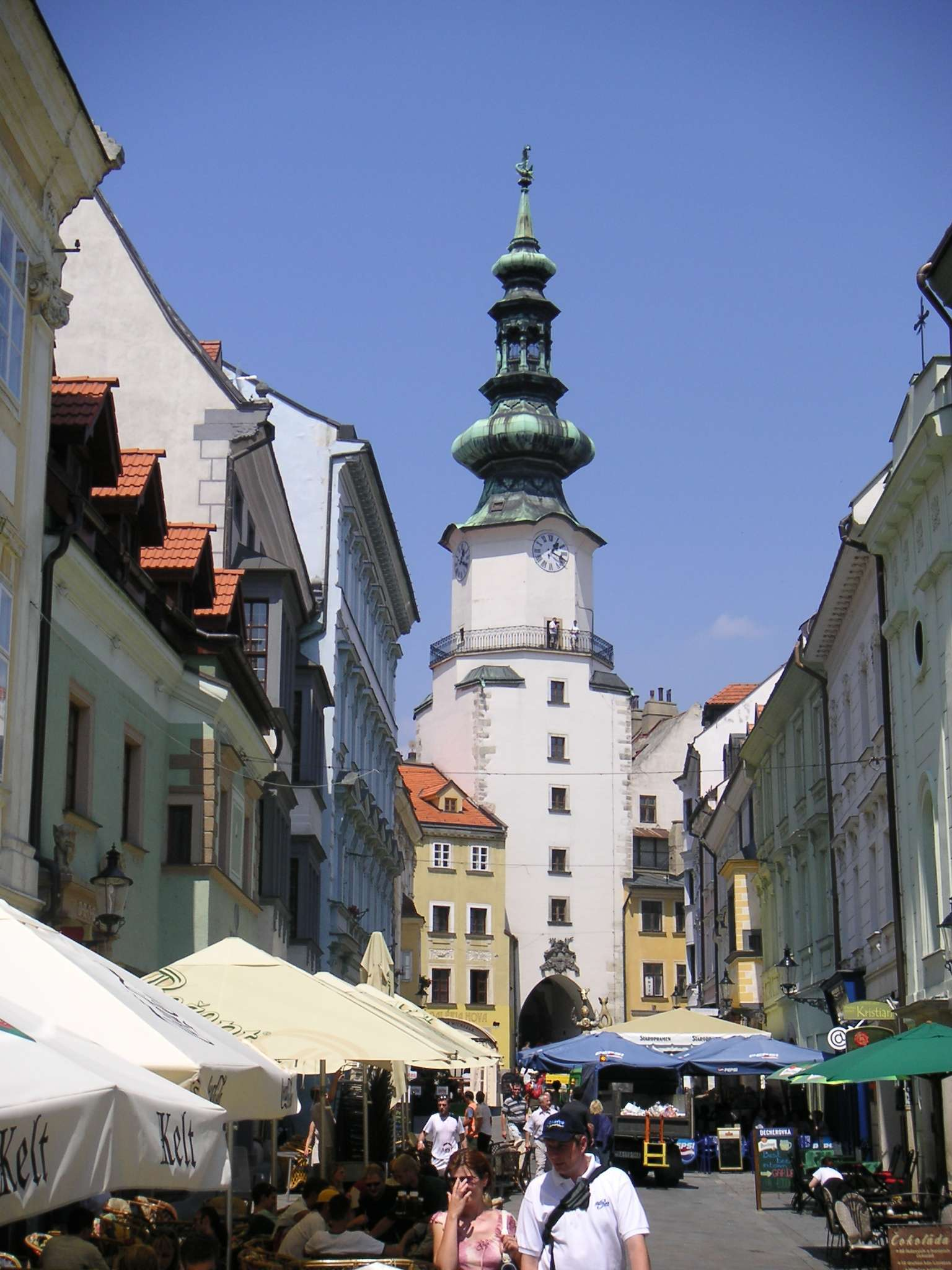
A főváros, Pozsony Szlovákia turisták által leglátogatottabb városa

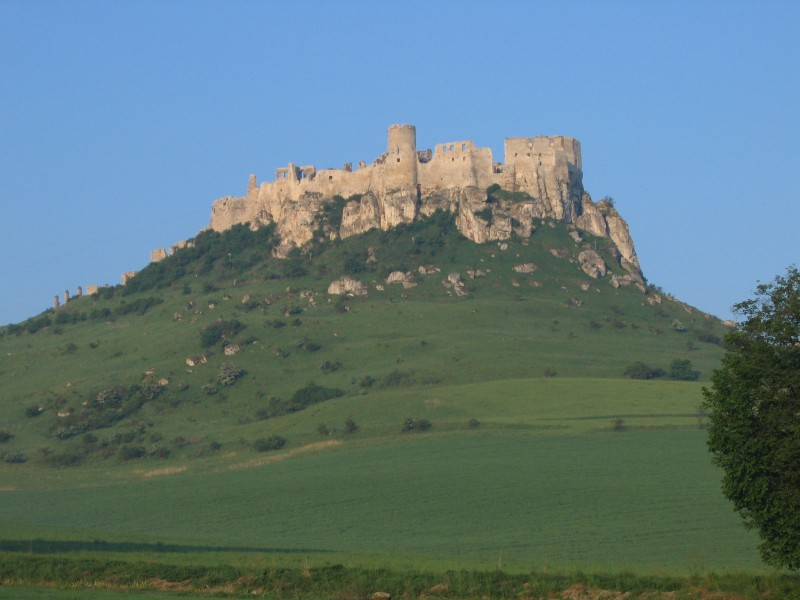
Szepes vára

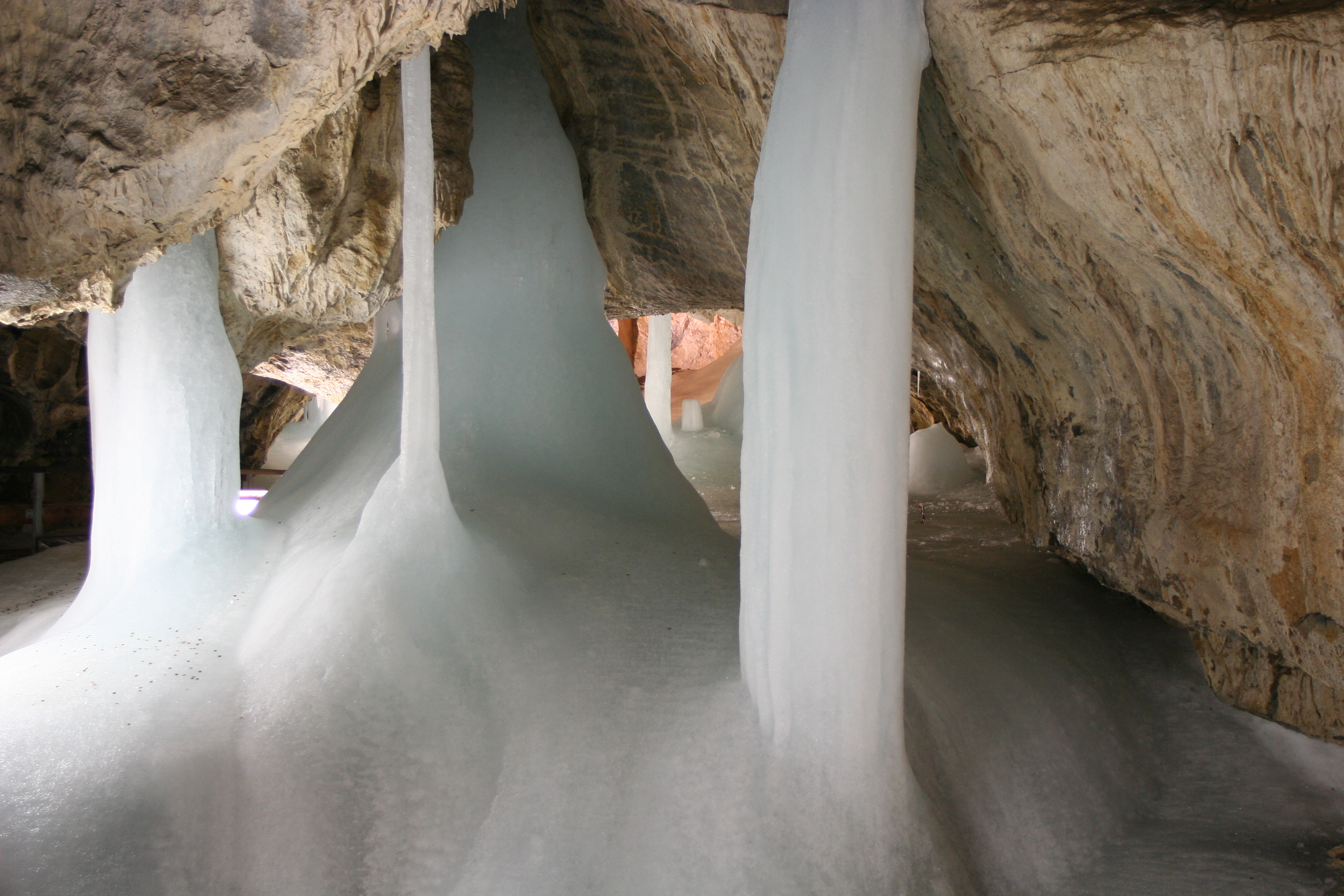
A Deménfalvi-jégbarlang már a 13. század óta ismert

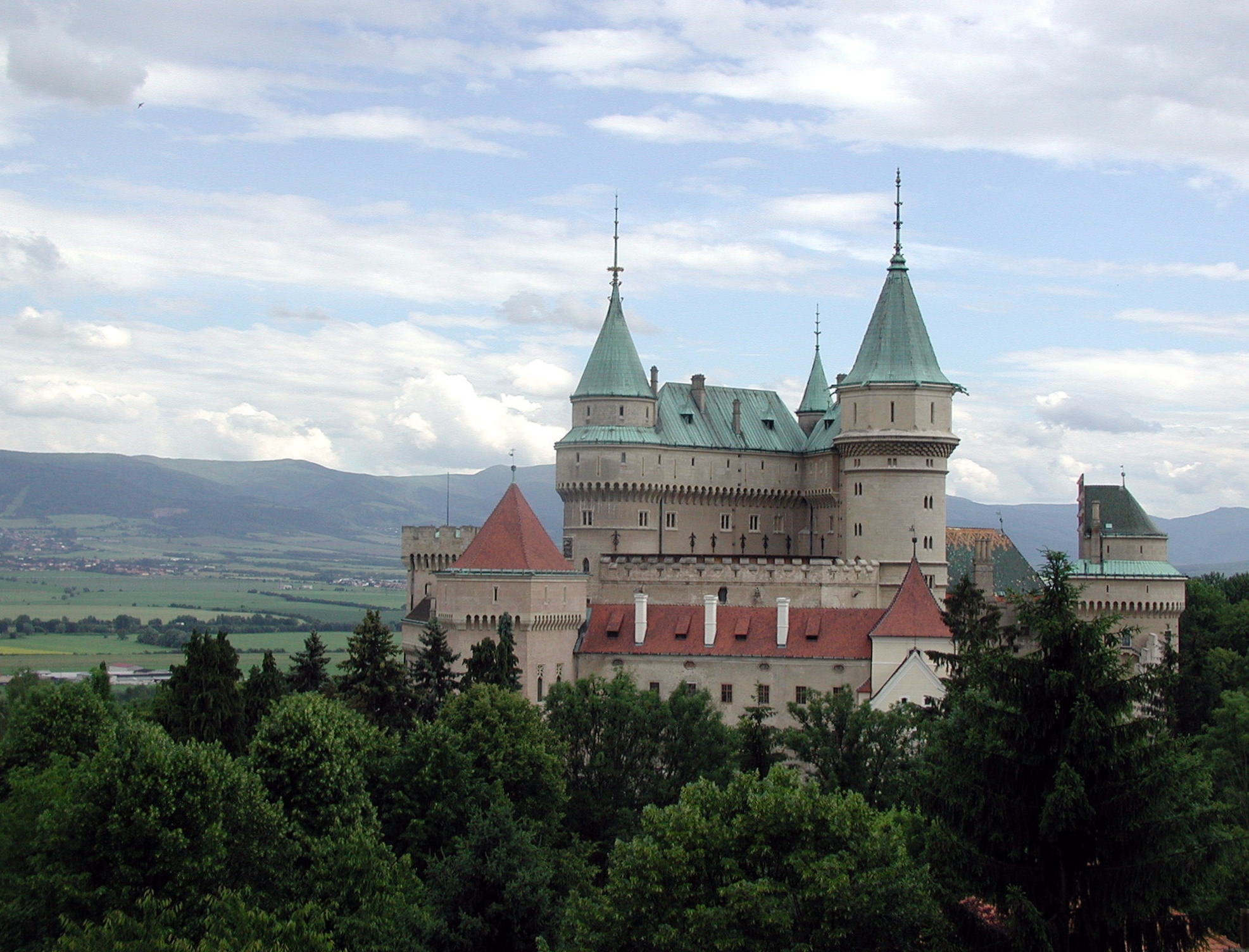
Bajmóc vára az egyik legnépszerűbb turisztikai látnivaló

Ez a szócikk Szlovákia (régi magyar néven a Felvidék) turizmusát tárgyalja, azon belül az ország turisztikai felosztását, a legfontosabb és legjellegzetesebb turisztikai látnivalókat, a természetjárás, üdülő- és gyógyturizmus fő jellemzőit, valamint a turistáknak nyújtott szolgáltatások, a szállás, étkezés és közlekedés adottságait.
Szlovákia fő turisztikai látnivalói az Északi-Kárpátok vadregényes hegyi tájai és természetvédelmi területeinek sokasága, a síparadicsomok és látványos barlangok, Pozsony és számos kisebb város középkori hangulata, az egykori magyar főurak várai és kastélyai, a skanzenfaluk, a szlovákok és magyarok népművészeti emlékei. Az ország ezenkívül méltán híres nagyszámú hőforrásáról és gyógyfürdőjéről is, amelyek közül Pöstyén (Piešťany) a leghíresebb.
2006-ban több mint 1,6 millió külföldi látogatott Szlovákiába, a legtöbben Csehországból (26%), Lengyelországból (15%) és Németországból (11%).
Lásd még: Szlovákia magyar emlékei, látnivalói

## Turisztikai régiók

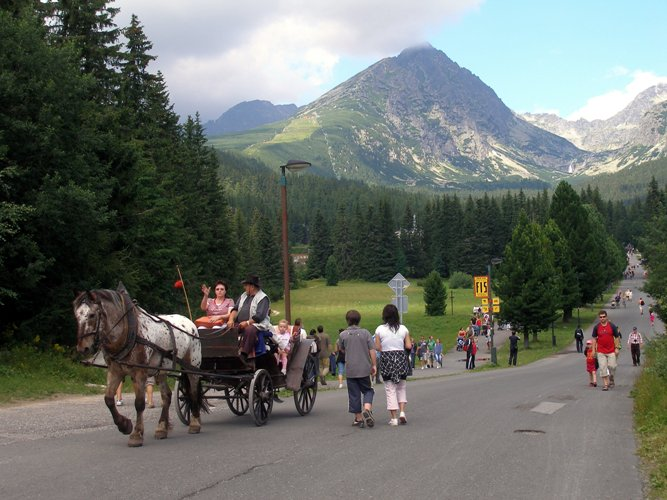
Magas-Tátra

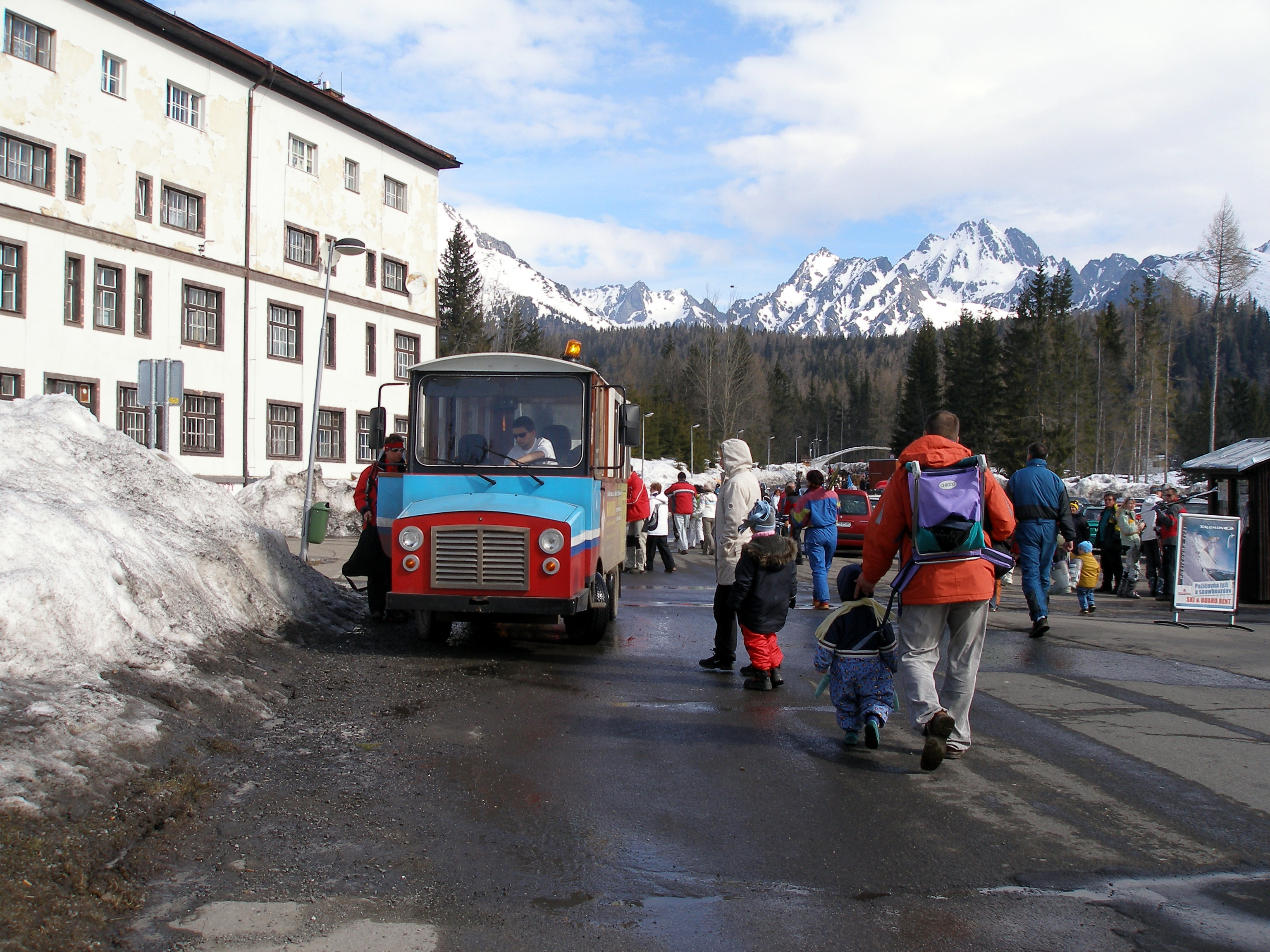
Magas-Tátra

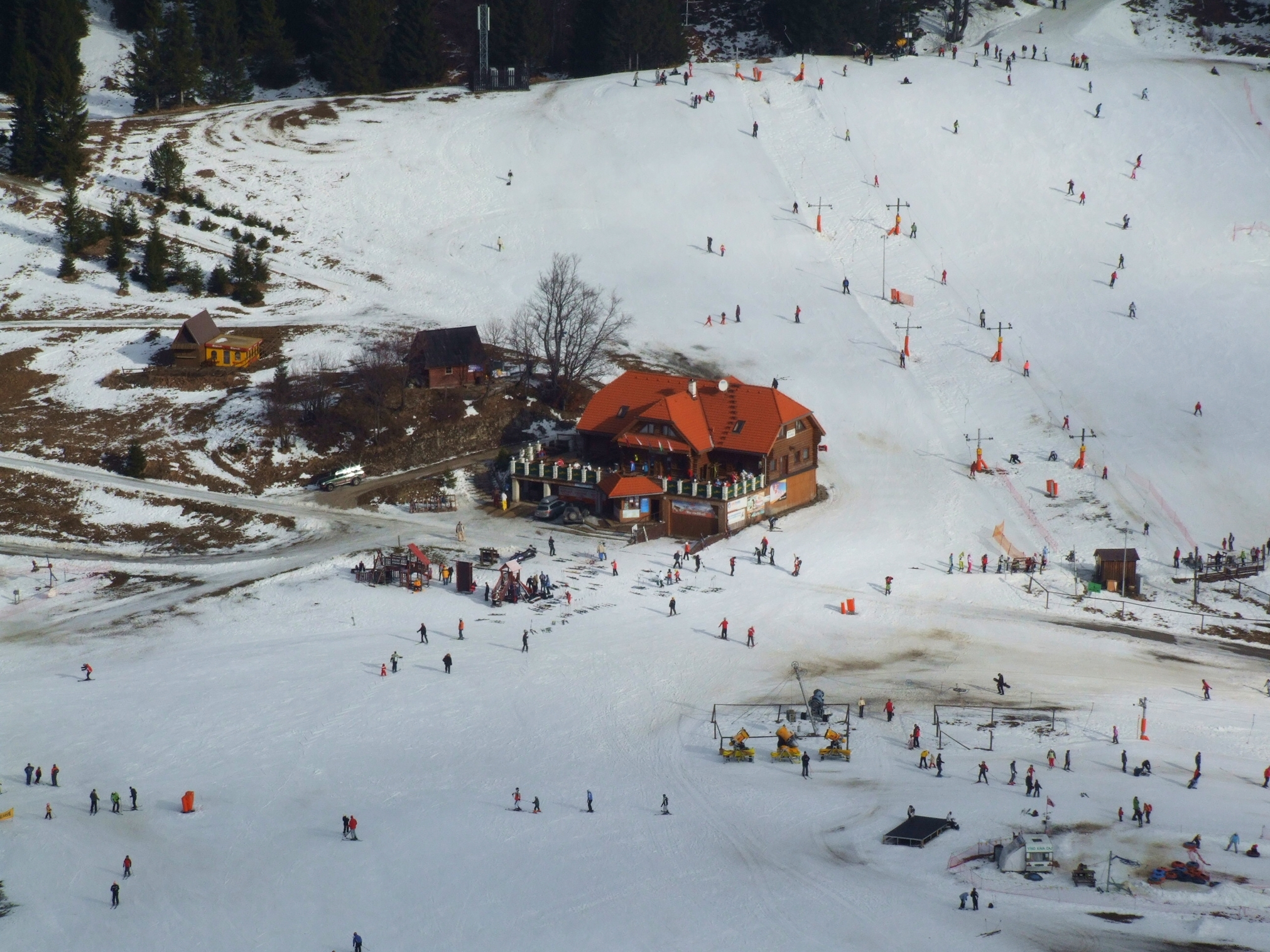
Rózsahegyi sícentrum

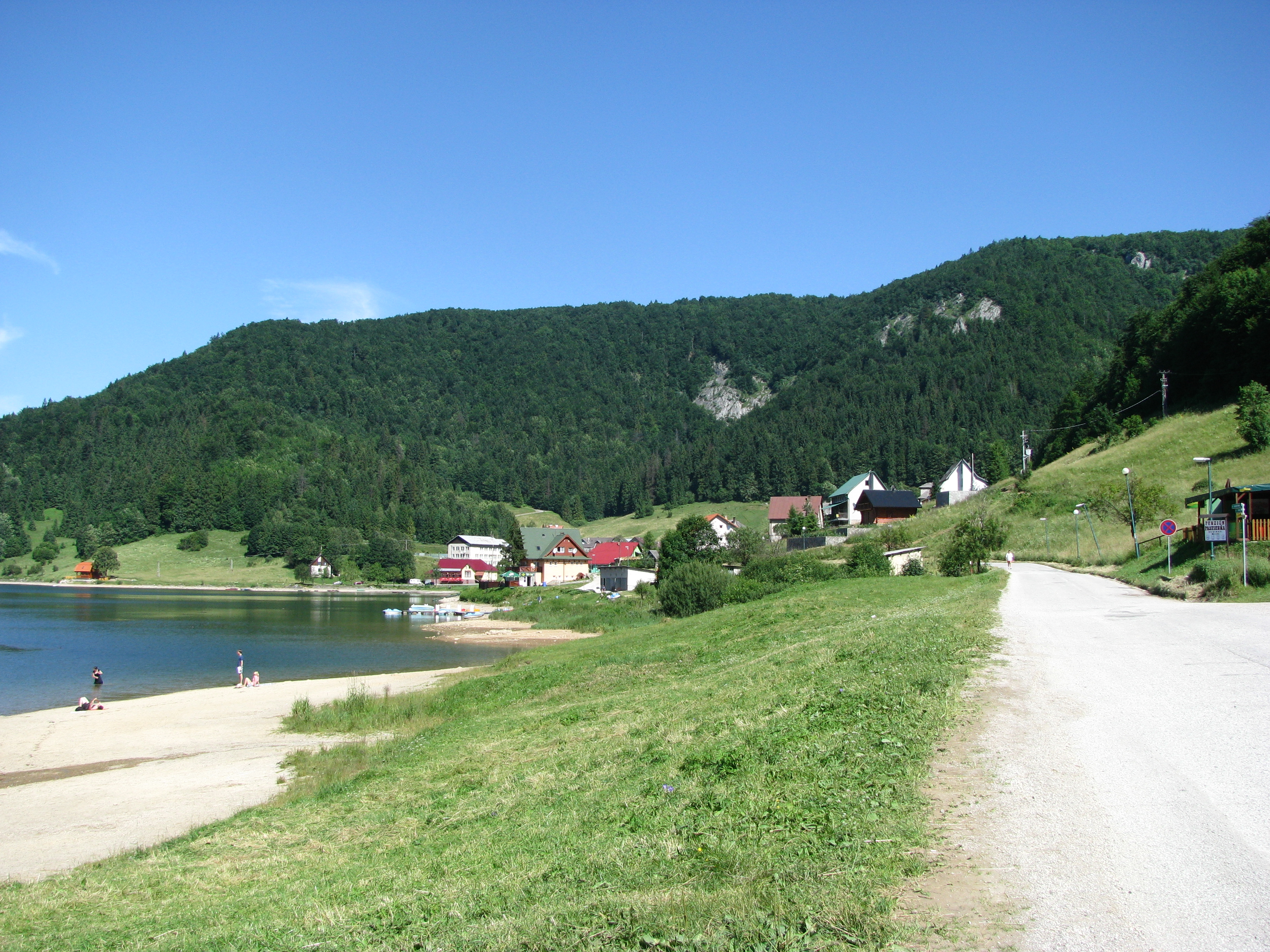
Imrikfalva, Szlovák Paradicsom

Az ország 21 idegenforgalmi régiója a következő:
- Nyugat-Szlovákia - 7 régió
  - Pozsonyi régió (Bratislavský región)
  - Dunamenti régió (Podunajský región)
  - Nyitrai régió és Felső-nyitrai régió (Nitriansky región, Hornonitriansky región)
  - Alsó-Vágmenti, Középső-Vágmenti (Dolnopovažský región, Strednopovažský región)
  - Hegyentúli régió (Záhorský región)
- Közép-Szlovákia - 9 régió
  - Ipolyi régió (Ipeľský región)
  - Gömöri régió (Gemerský región)
  - Garammenti régió és Felső-garami régió (Pohronský región, Horehronský región)
  - Turóci régió (Turčiansky región)
  - Észak-Vágmenti régió (Felső-Vágmenti régió) (Severopovažský región)
  - Árvai régió (Oravský región)
  - Liptói régió (Liptovský región)
  - Tátrai régió (Tatranský región)
- Kelet-Szlovákia - 5 régió
  - Kassai régió (Košický región)
  - Szepesi régió (Spišský región)
  - Sárosi régió (Šarišský región)
  - Alsó-zempléni régió és Felső-zempléni régió (Dolnozemplínsky región, Hornozemplínsky región)

A legtöbb turista a pozsonyi és a tátrai régiót keresi fel (Pozsony és a Magas-Tátra miatt).

## Turisztikai látnivalók

### Világörökségi helyszínek
Az UNESCO világörökségi listáján szereplő szlovákiai helyszínek:
- Vlkolinec (Rózsahegy skanzenfaluja)
- Selmecbánya (Banská Štiavnica)
- Szepesváralja: Szepes vára (Spišsky Hrad) és a kapcsolódó műemlékek
- Az Aggteleki-karszt és a Szlovák-karszt barlangjai (Magyarországgal közös)
- Bártfa (Bardejov) városa védett terület
- A Kárpátok ősbükkösei (Ukrajnával közös)

A világörökségi listára javasolt helyszínek:
- A Kárpátok őserdői
- Lőcse
- Pál mester művei a Szepességben
- Bukovai-hegység
- Gömör és Abaúj templomai középkori falfestményekkel
- Herlányi gejzír
- Szlovákia karsztvölgyei
- A római limes szlovákiai szakasza - Pozsony Rusovce kerülete és Izsa
- A Dunamenti-alföld természeti és kultúrtájai (a Kisalföld szlovákiai része)
- A Magas-Tátra természetvédelmi területei
- Kopcsányi Szent Margit-kápolna
- Komáromi erődrendszer (Magyarországgal közös)
- Kassa történelmi központja
- Chatam Sófer sírja (Pozsony)
- Tokaji borvidék (a történelmi borvidék Szlovákiára eső része)
- A szlovákiai Kárpátok fatemplomai (Kelet-Szlovákia)

### Kulturális örökség, műemlékek
Műemlékek
- A Szlovákiai opálbányák

#### Fatemplomok
- Artikuláris helyek evangélikus fatemplomai: Garamszeg, Isztebne, Késmárk, Lestin, Nagypalugya (áthelyezve Liptószentkeresztre)
- Római katolikus fatemplomok:
  - Assisi Szent Ferenc tiszteletére szentelt templom Hervartón
  - Mindenszenteknek szentelt templom Turdossinban
  - Szent György tiszteletére szentelt templom Zsolnatarnón
- Görögkatolikus fatemplomok:
  - Alsókomárnoki templom
  - Szent Paraskevi tiszteletére szentelt templom Dobroszlón
  - Felsőhunkóci templom
  - Szent Kozma és Damján tiszteletére szentelt templom Felsőkomárnokon
  - Védelmező Istenanya tiszteletére szentelt templom Korócon
  - Mihály arkangyal tiszteletére szentelt templom Ladomérvágásán
  - Mihály arkangyal tiszteletére szentelt templom Meredélyen
  - Mérfalvai templom
  - Szent Paraskevi tiszteletére szentelt templom Mérgesvágásán
  - Szent Paraskevi tiszteletére szentelt templom Patakin
  - Szent Miklós tiszteletére szentelt templom Rózsadombon
  - Mihály arkangyal tiszteletére szentelt templom Szemesen
  - Nagy Szent Vaszil tiszteletére szentelt templom Végcsarnón

### Régió szerint

#### Nyugat-Szlovákia
- Reneszánsz várkastély (Vágsellye)

## Természetjárás
- Vihnyei kőtenger (az ország legnagyobb, 13 hektár területen fekvő kőtengere)

## Üdülőturizmus, aktív turizmus
- A Kárpátok túralehetőségei és hegymászóparadicsomai
- Síparadicsomok
- Falusi turizmus